# Molenviergang (Aarlanderveen)

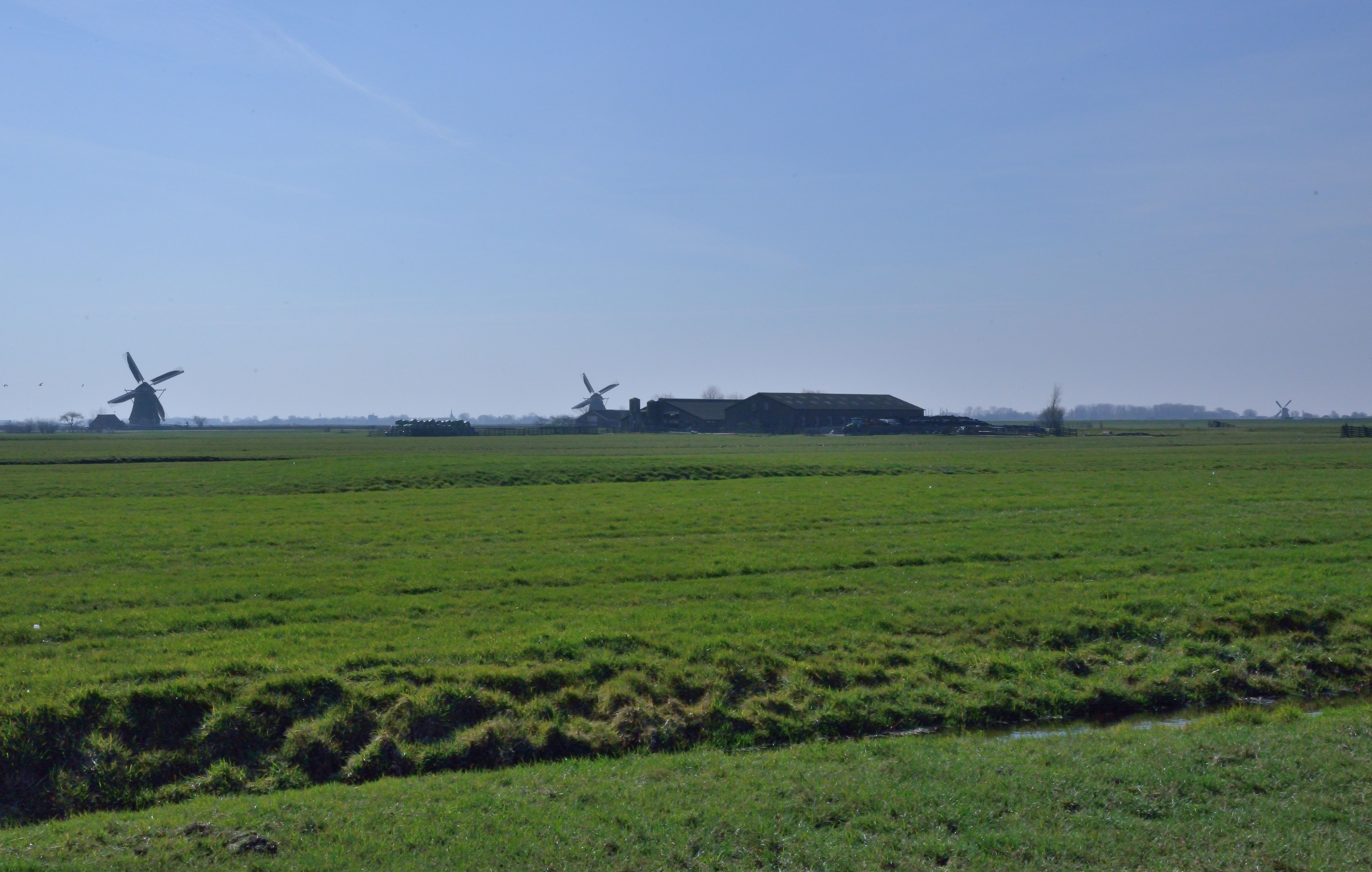
Molens no. 1, 2 en 3. Foto genomen vanaf molen no. 4

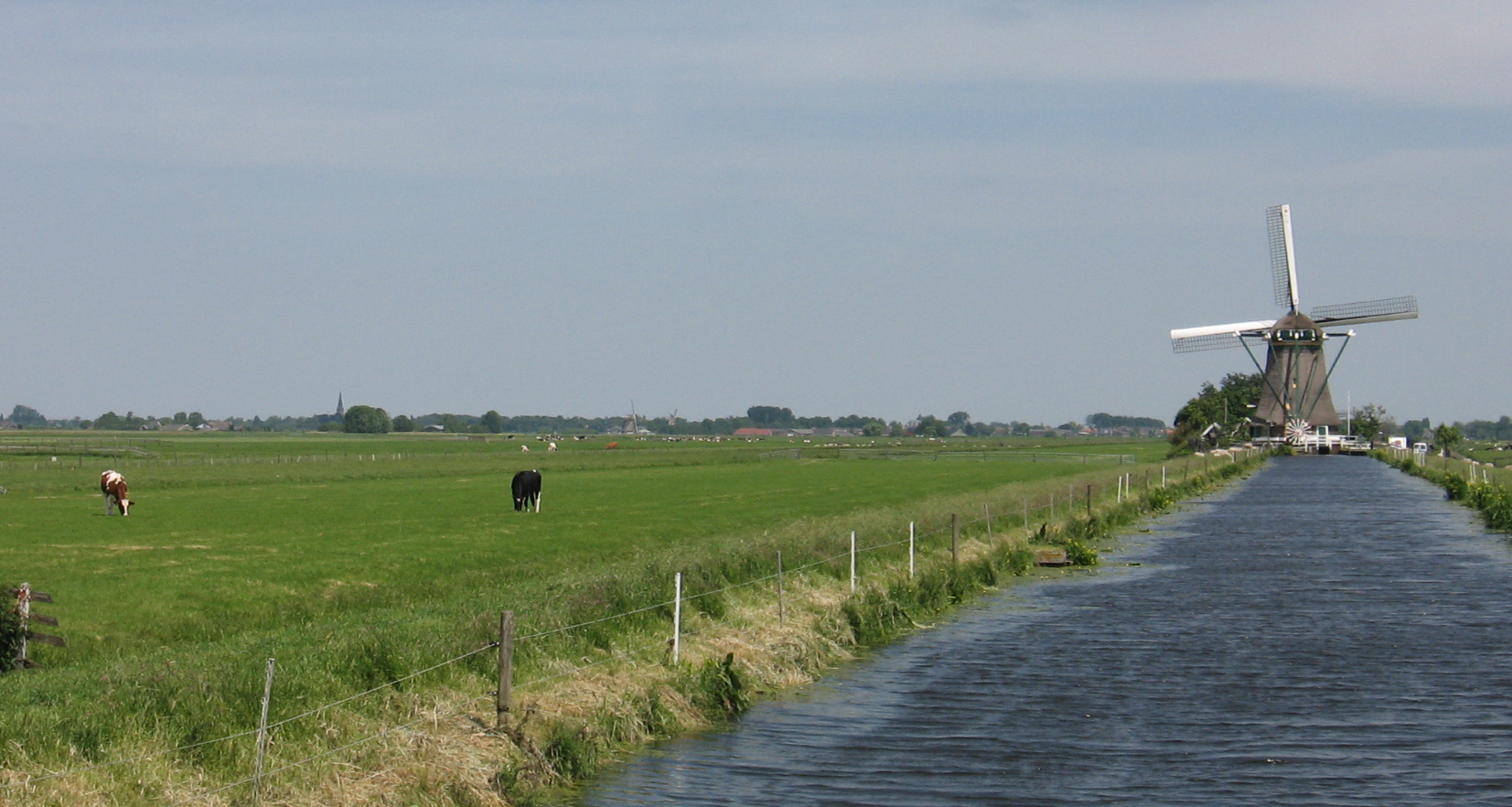
Molen no. 3 en de polder

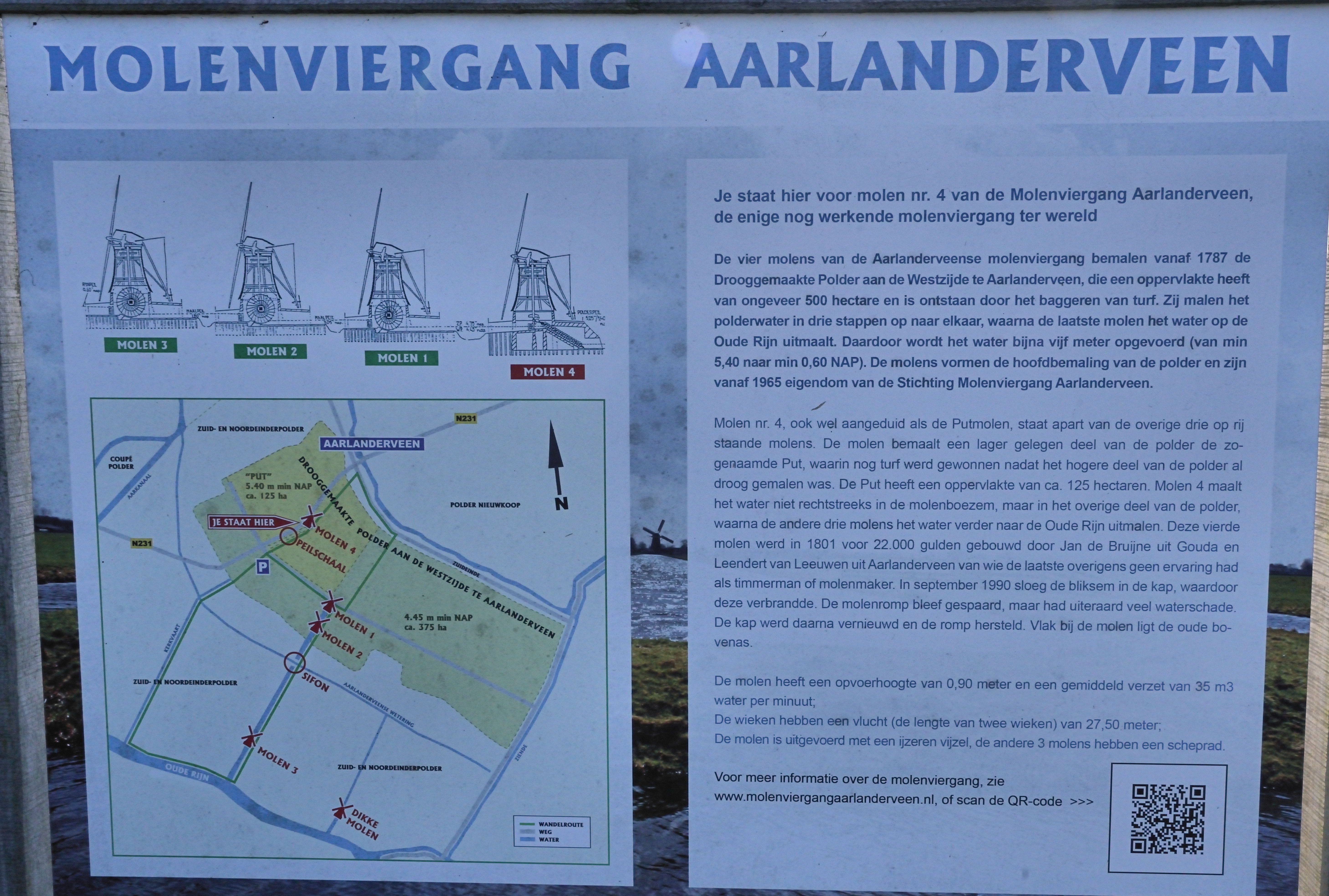
Molenviergang

De Molenviergang Aarlanderveen is de enige nog werkende molengang in de wereld die (doorgaans zonder mechanische hulp) een polder bemaalt. Als het nodig is worden de elektrische hulpgemalen, die stammen uit 1994, ingezet zoals bij windstilte of als een van de molens buiten gebruik is.

De molenviergang ligt in het Groene Hart, ten zuiden van de plaats Aarlanderveen en ten noordwesten van Zwammerdam en bemaalt de Drooggemaakte Polder aan de Westzijde te Aarlanderveen. Het overtollige water wordt afgevoerd naar de Oude Rijn. De vier molens op een rij brengen trapsgewijs het water uit de lagere polder bijna vijf meter omhoog.
Tussen Molen Nr. 1 en Molen Nr. 3 kruist deze afvoerende watergang de Grote Wetering ongelijkvloers via een onderleider. De oorspronkelijke molens 1 t/m 3 zijn rond 1786 gebouwd, maar ze zijn in de loop der tijd alle drie door brand verwoest en vervangen. Molen No.4 (de Putmolen) is in 1801 gebouwd om een ca. 100 ha. grote veenplas te bemalen die was ontstaan door de turfwinning. Dit gebied lag nog een meter lager en kon daardoor niet bemalen worden door de driegang.
De molenviergang bestaat uit de volgende poldermolens:
- Molen No.1 of Ondermolen. Deze molen is de peilmolen. (Huidige molenaar Willem Waltman)
- Molen No.2 of Middenmolen (Huidige molenaar Jannick Schouten)
- Molen No.3 of Bovenmolen (Huidige molenaar Joel Grootendorst)
- Molen No.4 of Putmolen (Huidige molenaar Johan Slingerland)

De molens zijn grondzeilers op een stenen voet en voorzien van een achtkante met riet gedekte opbouw. De molens zijn sinds 1963 eigendom van de Stichting Molenviergang Aarlanderveen. In 2015 werd de exploitatie van de molens weer voor tien jaar zeker gesteld door de gemeente Alphen aan den Rijn en het Hoogheemraadschap van Rijnland.